# Чубинське
Чуби́нське (до 1992 р. — Нова Олександрівка) — село в Україні, в Бориспільському районі Київської області розташоване по лівому березі Дніпра, за 12 км від станції метро "Бориспільська" та за 4 км від Борисполя (автошлях E40), за 1 км від залізничної станції Чубинський. Входить до складу Пристоличної сільської громади.

## Історія
Село почало забудовуватися у 70-х роках XX ст. В середині 19 ст. розташовувались хутори Малько, Бондарєв, Яцютин  та інші. До 1934 року мала назву колонія Нансена, у 1934-1992 — Нова Олександрівка. Сучасну назву отримало 1992 року на честь Павла Чубинського, вченого-етнографа, автора слів національного гімну України, що народився неподалік, на хуторі Чубинських (нині в межах міста Бориспіль).
Наприкінці XX ст. у Чубинському 293 двори з більш як 1100 жителями.
Постановою Кабінету Міністрів України № 700 від 23 квітня 1999 року відродження садиби Чубинського включено до державної програми відтворення видатних пам'яток історії та культури.

## Населення

### Мова
Розподіл населення за рідною мовою за даними перепису 2001 року:
| Мова       | Кількість | Відсоток |
| ---------- | --------- | -------- |
| українська | 713       | 89.46%   |
| російська  | 84        | 10.54%   |
| Усього     | 797       | 100%     |

## Інфраструктура
На території села Чубинське є ландшафтний заказник загальнодержавного значення «Хутір Чубинського». Постановою Кабінету Міністрів України № 700 від 23 квітня 1999 року відродження садиби Чубинського включено до державної програми відтворення видатних пам'яток історії та культури.
На території колишньої сільськогосподарської виставки державного значення у 2015 році побудовано завод по виробництву обладнання для АЗС та нафтобаз «SHELF» http://www.shelf.ua/ [Архівовано 24 липня 2016 у Wayback Machine.]
Громадський центр (пошта, станція швидкої медичної допомоги, аптека, медична амбулаторія, бібліотека, гуртожиток, об'єкти торгівлі та ін.) розташований в центральній частині села. Також тут розміщуються ДНЗ «Джерельце».
Для дітей працює ДИТЯЧО-ЮНАЦЬКИЙ ФУТБОЛЬНИЙ КЛУБ «ПРОМЕТЕЙ» [Архівовано 12 червня 2016 у Wayback Machine.]
Місцями концентрованої трудової діяльності є підприємства ТОВ НАУКОВО-ВИРОБНИЧА КОМПАНІЯ «SHELF», ТОВ «Магнат», НДІ ІРГТ, TOB «Гранд-Чубинське». ЗАТ «Укрдоркомплект», ЗАТ «Агрофірма Дніпро», Корпорація «Украгропромбіржа», АЗС НП «Лукойл-Україна», ПП «АРТО» [Архівовано 10 липня 2016 у Wayback Machine.] розташовані в центральній та західній частині села.
Діє каплиця-храм Преподобного Павла Послушного Києво-Печерського УПЦ-КП.
Щороку навесні відбувалися сільськогосподарські виставки.

### Найпотужніша зарядна станція в Україні
У липні 2021 року компанія Porsche встановила найпотужнішу зарядну станцію в Україні — Porsche Turbo Charger. Її потужність складає 320 кВт. Станція розташована в дилерському центрі компанії Porsche біля Києва, шосе із Києва до Борисполя у селі Чубинське. Зарядити Porsche Taycan на такій станції від 5 % до 80 % можна приблизно за 15 хвилин. Для Porsche Taycan зарядка буде безкоштовною, а для власників інших марок авто зарядка буде платною, доступ до неї буде надано пізніше.

## Галерея

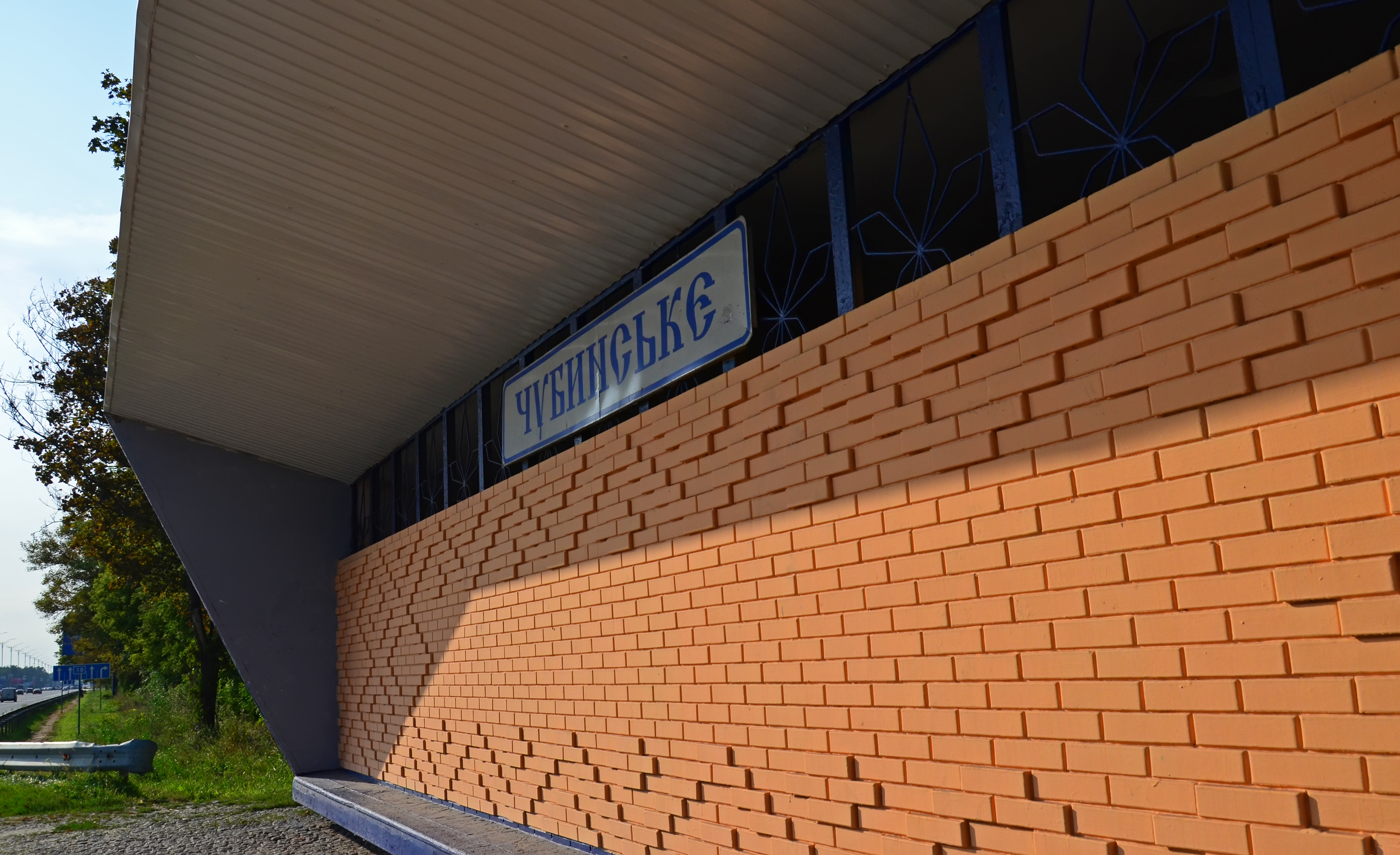
Автобусна зупинка Чубинське
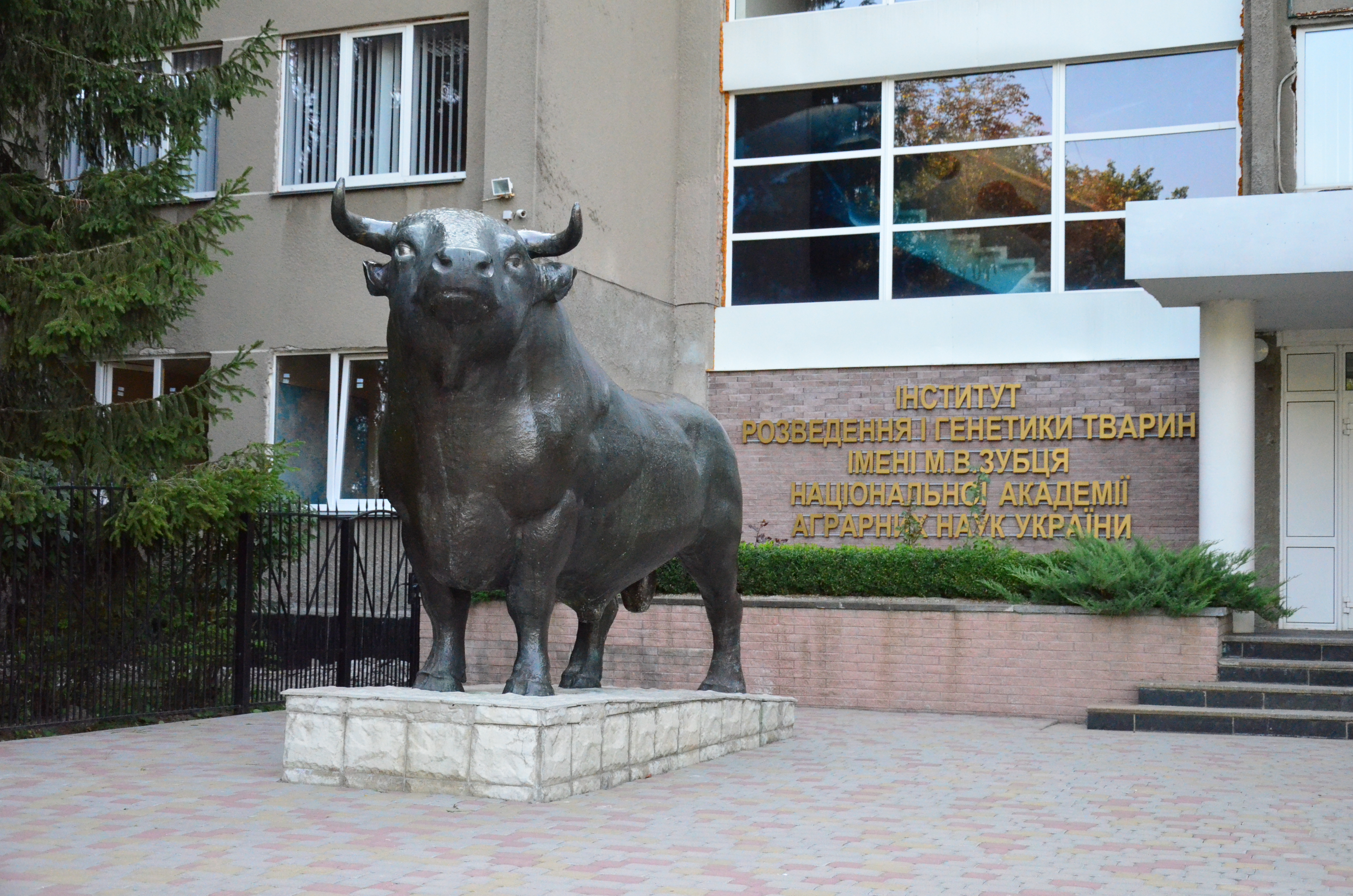
Інститут розведення і генетики тварин ім. М.В.Зубця
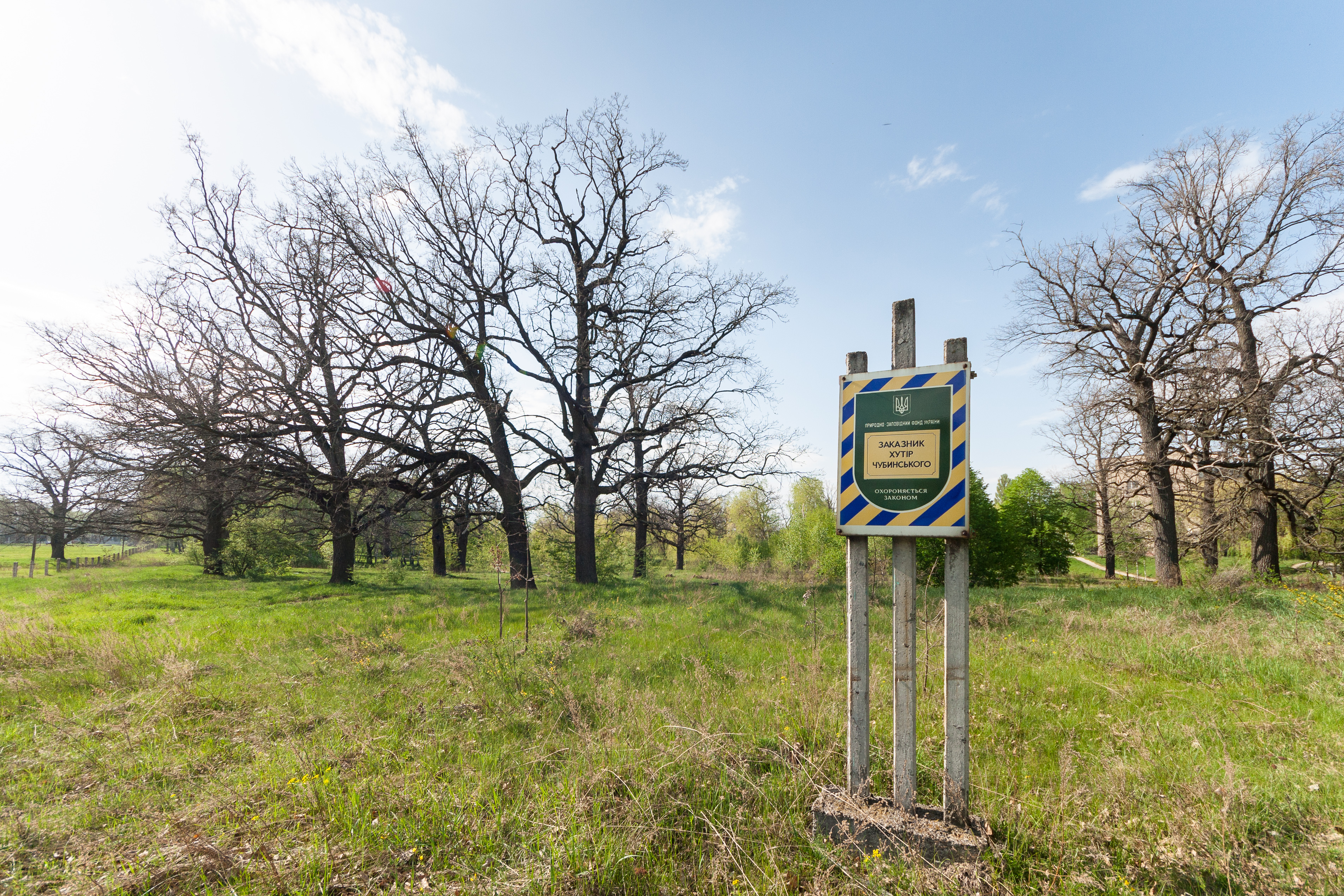
Хутір Чубинського, ландшафтний заказник
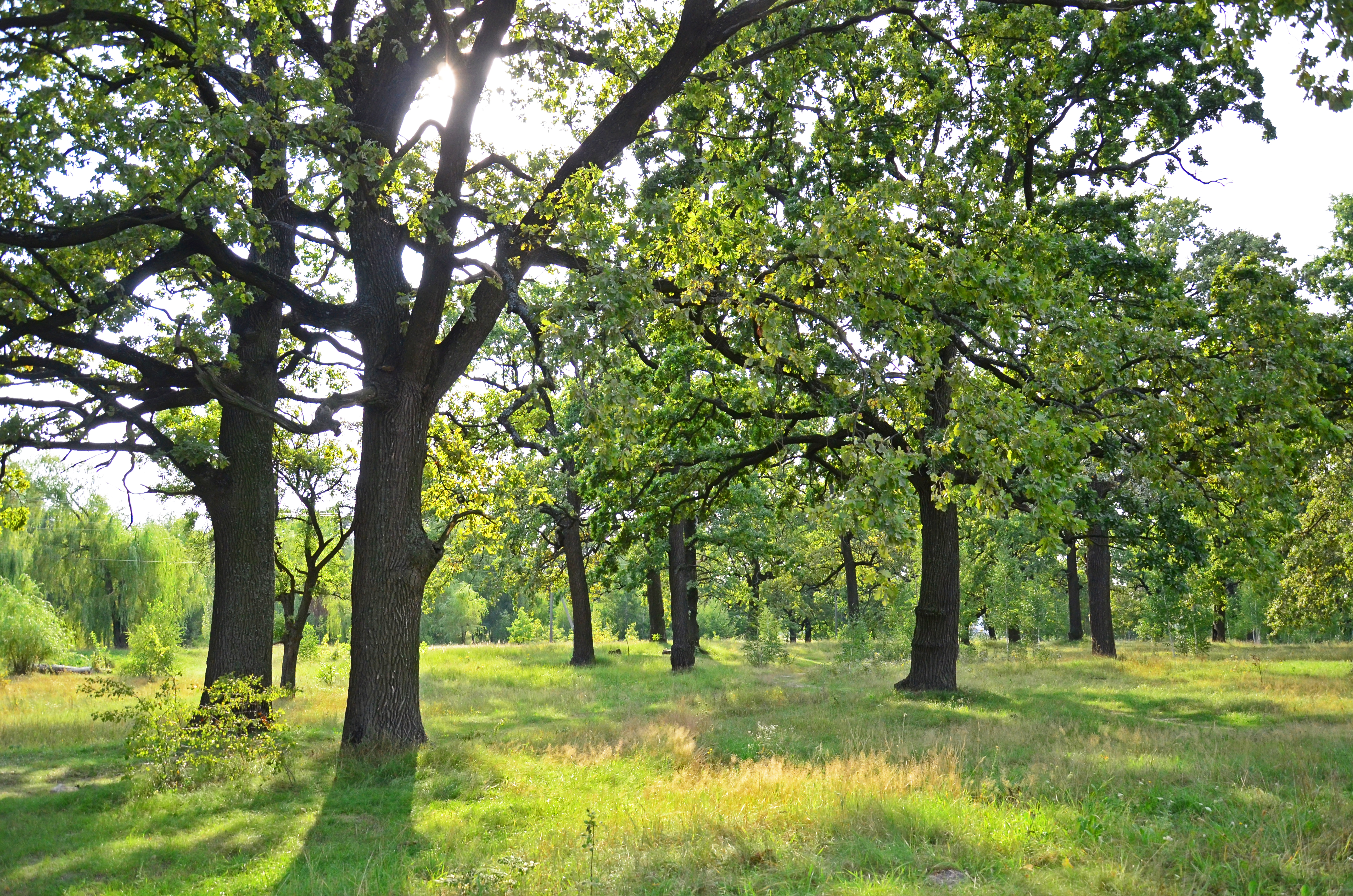
Заказник Хутір Чубинського
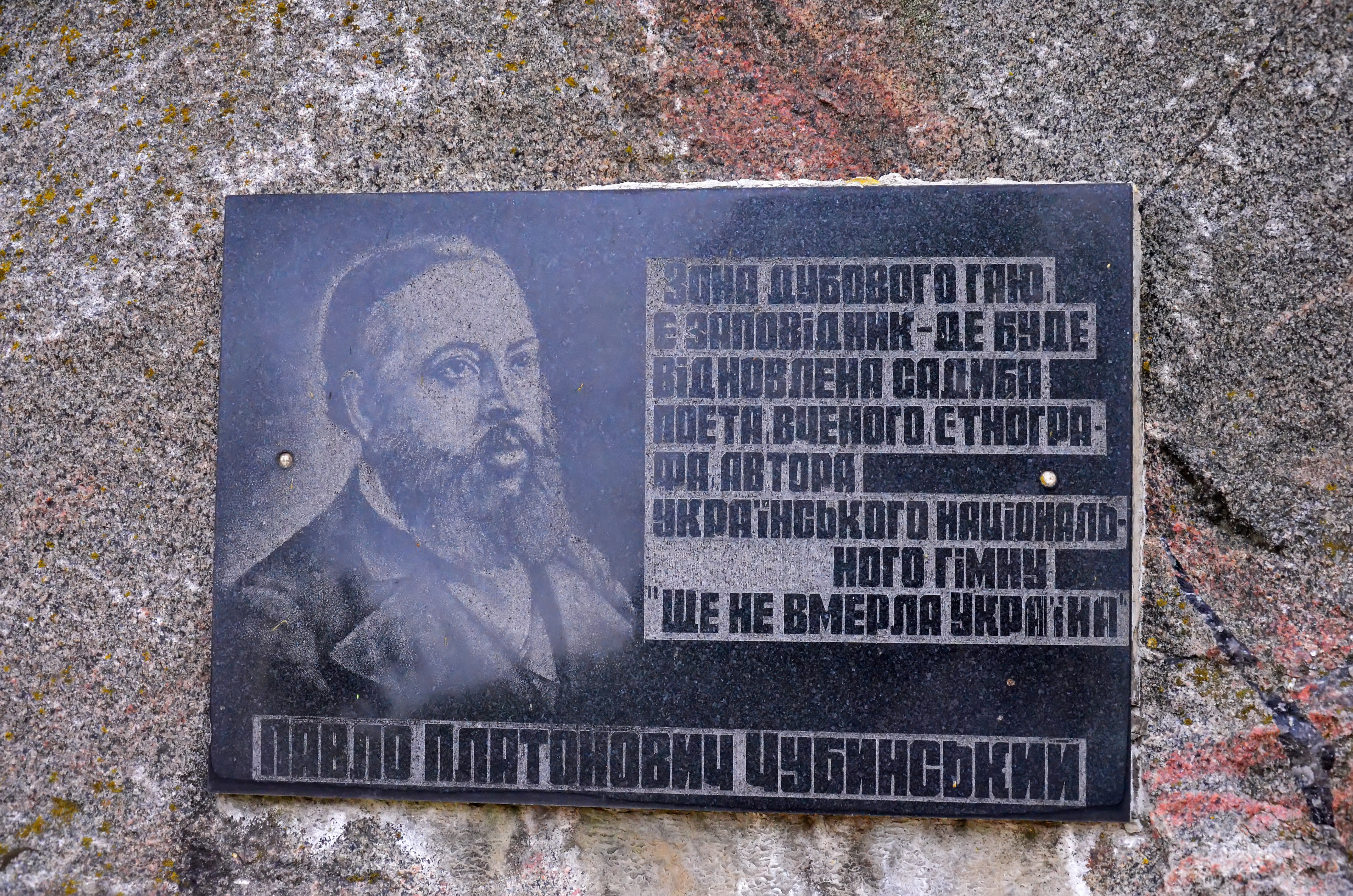
Хутір Чубинського, пам'ятний знак
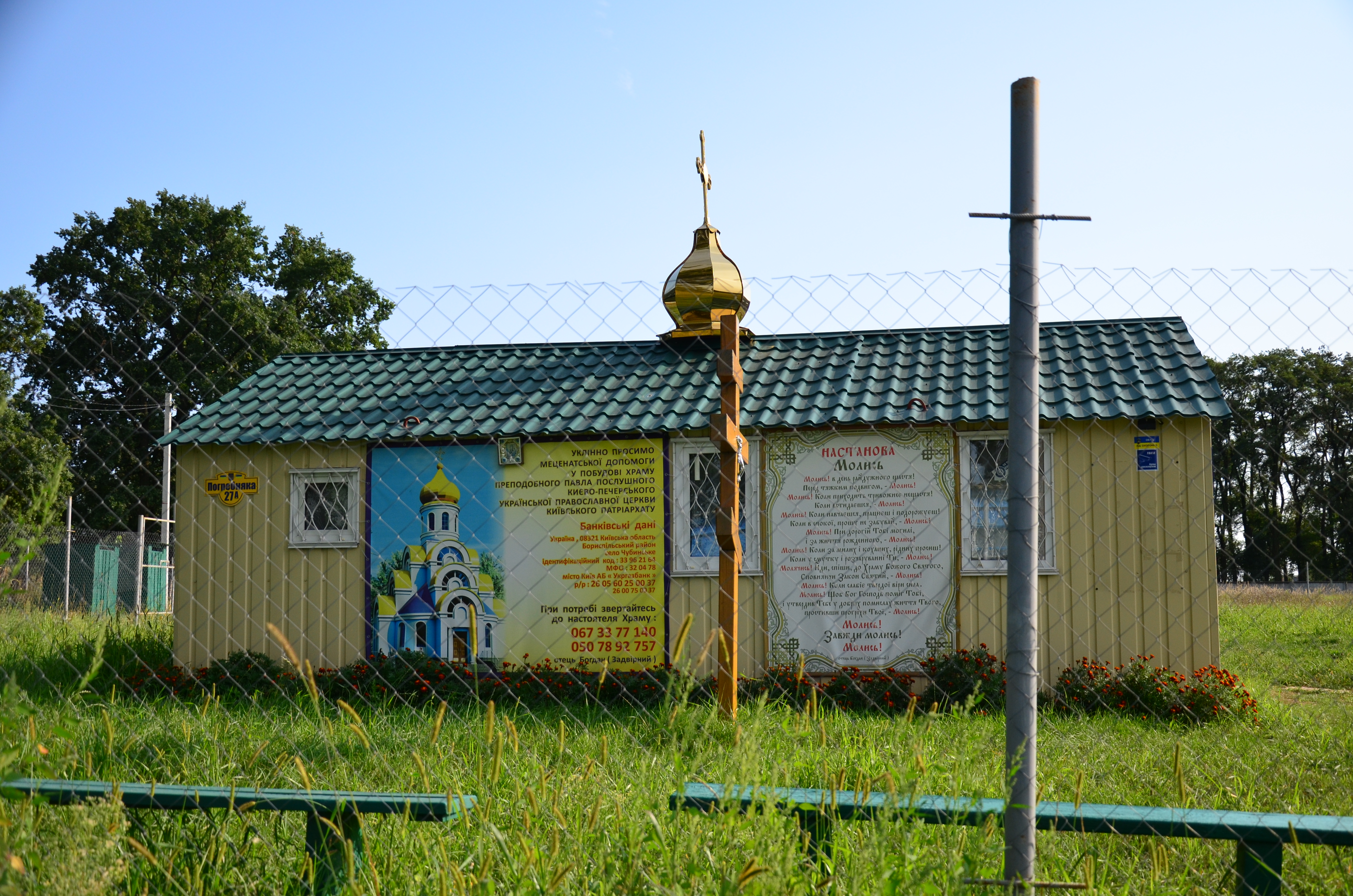
Каплиця-храм Преподобного Павла Послушного Києво-Печерського ПЦУ
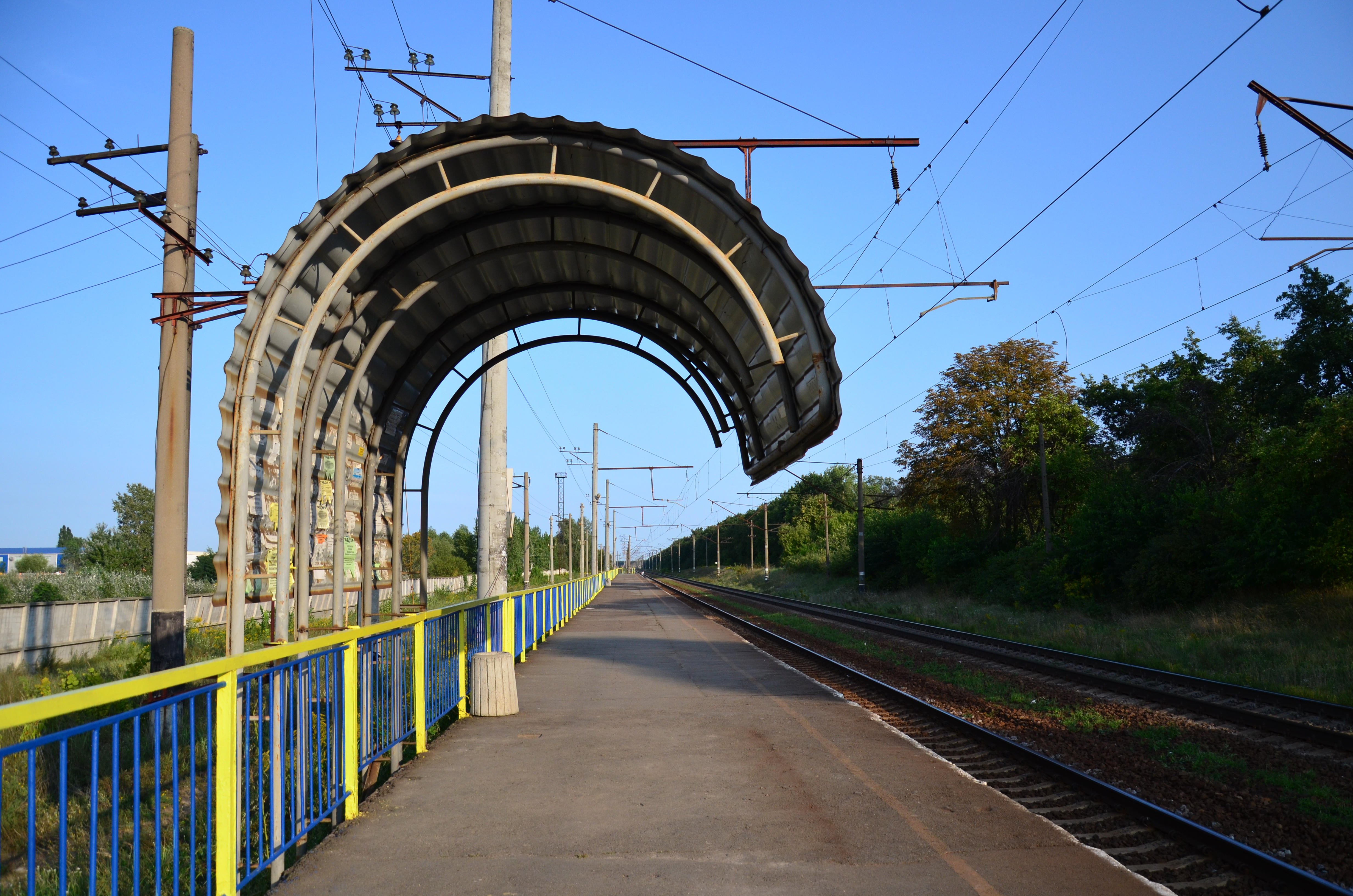
Зупинка електрички Чубинське